# Maurice Blood
Maurice Blood (n. 15 februarie 1870, Bristol, Regatul Unit al Marii Britanii și Irlandei – d. 31 martie 1940, Londra, Anglia, Regatul Unit) a fost un trăgător de tir ce a reprezentat Regatul Unit al Marii Britanii și al Irlandei de Nord, medaliat olimpic. A participat la o ediție a Jocurilor Olimpice (1908) în care a câștigat o medalie de bronz.

## Participări
Lista de mai jos prezintă principalele competiții la care a participat Maurice Blood de-a lungul carierei.
- shooting at the 1908 Summer Olympics – men's 1000 yard free rifle[*]